# Филатова, Ирина Анатольевна
Ири́на Анато́льевна Фила́това ( род. 8 августа 1978, РСФСР, СССР) — российский общественный и политический деятель. Депутат Государственной думы Федерального собрания Российской Федерации VIII созыва. Член комитета Государственной Думы по защите конкуренции. Имеет классный чин государственный советник 3 класса.
Соавтор и соорганизатор Всероссийского конкурса детского и юношеского творчества «Земля талантов», который проводится с 2013 года при активной поддержке КПРФ и лично Геннадия Зюганова.
Руководитель Экспертного совета по развитию конкуренции в сфере фармацевтической деятельности при Комитете Государственной Думы по развитию конкуренции.
Ведёт свой телеграмм-канал «Красная фурия».
Из-за поддержки российско-украинской войны — под санкциями 27 стран ЕС, Великобритании, США, Канады, Швейцарии, Австралии, Японии, Украины, Новой Зеландии.

## Биография
Родилась 8 августа 1978 года в Новосибирске в семье инженеров.
В 2000 году с отличием окончила Сибирскую академию государственной службы по специальности «Государственное и муниципальное управление», а в 2001 году по специальности «Юриспруденция». При этом подготовка студентов по специальности «Юриспруденция» в академии была начата в 1999 году.
В 2002 году в 24 года получила статус адвоката в Адвокатской палате Москвы и регистрационный номер в реестре адвокатов города Москвы. Вела в Москве частную адвокатскую практику до 2018 года. Специализация — гражданские правоотношения, арбитраж.
Окончила курсы медиации, а также международного коммерческого арбитража в Италии, Бельгии, Швейцарии и Нидерландах.
С 2007 года — член КПРФ.
С 2008 года — член Молодёжной общественной палаты России. В 2009-2015 годах была активным её представителем. С 2016 года – член Попечительского совета Молодёжной общественной палаты.
Занималась правозащитной деятельностью в сфере ювенальной юстиции, здравоохранения, международных правоотношений.
В октябре 2011 года КПРФ выдвинула список кандидатов на выборах депутатов Госдумы шестого созыва. Ирина Филатова была включена региональную группу № 3 (Республика Башкортостан — Бирская, Республика Башкортостан — Уфимская) под номером 3, после Александра Ющенко и Вадима Старова. По итогам состоявшихся 4 декабря 2011 года выборов мандат не получила. Из группы мандат получил только Александра Ющенко.
В ноябре 2011 года в составе делегации Молодёжной общественной палаты России посетила Сирию. Поездка состоялась через несколько месяцев после гражданских протестов. Делегаты побывали в городах Хомс, Алеппо и Дамаск, были представлены президенту Башару Асаду. В Дамаске Ирина Филатова выступила на митинге в поддержку Башара Асада.
В феврале 2012 года была включена в список доверенных лиц Геннадия Зюганова, как кандидата от КПРФ на выборах президента Российской Федерации.
26 мая 2012 года 33-лентняя Ирина Филатова как член Молодёжной общественной палаты России посетила Киев, где в Российском центре науки и культуры (РЦНК) участвовала во встрече представителей российских и украинских молодёжных общественных объединений. Участники обсуждали создание Российско-Украинской молодёжной палаты.
В октябре 2012 года Филатова объявила о создании движения «АнтиНАТО», целью которого назвала информирование граждан о деятельности блока НАТО в мире. «Мы активно не призываем к революции, мы не сторонники революционного пути. Я думаю, что вариант информирования и формирования общественного мнения куда важнее. Дело в том, что население не очень представляет, что такое НАТО и чем оно нам угрожает», заявляла Филатова. В пресс-конференции участвовали секретарь ЦК КПРФ и депутат Госдумы Юрий Афонин, 1-й вице-президент Академии геополитических проблем, капитан 1-го ранга Константин Сивков, член КПРФ и генерал-лейтенант Виктор Соболев и координатор проекта «АнтиНАТО», член Молодёжной общественной палаты России, адвокат Ирина Филатова.
В феврале 2013 года, на состоявшемся в Москве XV съезде КПРФ, включена в список кандидатов в члены Центрального Комитета КПРФ.
В июне 2013 года на состоявшемся в Москве в Центральном доме журналиста круглом столе на тему «Новые рекомендации НАТО по войне в киберпространстве: приглашение к диалогу или провокация? Международные оценки и взгляд из России» выступила как координатор общественного центра «АнтиНАТО». Ирина Филатова заявила, что Россия проиграла информационную войну Грузии в ходе конфликта в августе 2008 года.
В июне 2016 года в ходе кампании по выборам в Государственную думу КПРФ выдвинула Ирину Филатову как в составе партийного списка — региональная группа № 15 (Пермский край) номер 5 после О. А. Куликова, М. А. Бекмагамбетова, В. К. Корсуна, К. А. Айтаковой; так и в одномандатном округе № 61 (Пермский край — Кудымкарский). По итогам состоявшихся 18 сентября 2016 года выборов избрана не была, в одномандатном округе заняла 4-е место.
В феврале 2017 года Ирина Филатова рассказала, что ей предложили стать кандидатом от КПРФ на выборах губернатора Пермского края. 10 июня пермское региональное отделение КПРФ выдвинуло Филатову кандидатом. Её выдвижение поддержали 56 делегатов. Она собрала 245 подписей, прошла муниципальный фильтр и была зарегистрирована. На состоявшихся 10 сентября 2017 года при явке 42,51 % набрала 7,49 % голосов избирателей.
Была помощником депутата Государственной думы VI и VII созывов Юрия Афонина.
С августа 2018 года — советник председателя ЦК КПРФ и руководителя фракции КПРФ в Государственной думе 7 созыва Геннадия Зюганова по юридическим вопросам.
24 апреля 2021 года на XVIII съезде КПРФ избрана в Центральный комитет партии.
В сентябре 2021 года избрана депутатом Государственной Думы РФ VIII созыва от региональной группы № 10 «Республика Марий Эл, Республика Мордовия, Чувашская Республика».

## Семья
Двое детей.

## Международные санкции
Из-за поддержки российской агрессии и нарушения территориальной целостности Украины во время российско-украинской войны находится под персональными международными санкциями разных стран.
С 23 февраля 2022 года находится под санкциями всех стран Европейского союза. С 11 марта 2022 года находится под санкциями Великобритании. С 24 марта 2022 года находится под санкциями Соединённых Штатов Америки за «соучастие в войне Путина» и «поддержку усилий Кремля по вторжению в Украину». С 24 февраля 2022 года находится в санкционном списке Канады «близких соратников режима» за голосование о признании независимости «так называемых республик в Донецке и Луганске». С 25 февраля 2022 года находится под санкциями Швейцарии. С 26 февраля 2022 года находится под санкциями Австралии. С 12 апреля 2022 года находится под санкциями Японии. Указом президента Украины Владимира Зеленского от 7 сентября 2022 находится под санкциями Украины. С 3 мая 2022 года находится под санкциями Новой Зеландии.